# China Galaxy Securities
China Galaxy Securities — китайская финансовая компания, одна из крупнейших брокерских компаний КНР. Штаб-квартира расположена в Пекине. В списке крупнейших компаний мира Forbes Global 2000 за 2021 год заняла 1080-е место (637-е по чистой прибыли, 537-е по активам).

## История
Компания была основана 26 января 2007 года. Её учредитель и основной акционер, Galaxy Financial Holdings, был основан 8 августа 2005 года Министерством финансов КНР и государственной инвестиционной компанией Central Huijin Investment. В мае 2013 года акции China Galaxy Securities были размещены на Гонконгской фондовой бирже, а в январе 2017 года — также и на Шанхайской фондовой бирже.

## Акционеры
Крупнейшим акционером является Galaxy Financial Holdings (51,16 %), который, в свою очередь, контролируется Central Huijin Investment (69 % акций).

## Деятельность
Сеть компании по состоянию на 2020 год насчитывала 491 отделение, наибольшее их количество было в провинциях Гуандун (79), Чжэцзян (67) и Цзянсу (32), а также в Шанхае (41) и Пекине (37).
Выручка за 2020 год составила 31,3 млрд юаней, из них 9,4 млрд пришлось на комиссионные доходы, 10,8 млрд — на процентный доход, 4,8 млрд — на инвестиционный доход, 6,1 млрд — на доход от оптовой торговли товарами.
Подразделения по состоянию на 2020 год:
- Управление частным капиталом и услуги институциональным клиентам — брокерские, аналитические и депозитарные услуги для частных клиентов и финансовых институтов; выручка 16,1 млрд юаней.
- Инвестиционный банкинг — обеспечение финансирования компаний путём размещения их акций и облигаций на фондовых биржах, консультации по вопросам слияний и поглощений; выручка 0,81 млрд юаней.
- Инвестиционный менеджмент — управление активами публичных и частных фондов, размер активов под управлением составил 153 млрд юаней; выручка 5,4 млрд юаней.
- Международные операции — финансовые услуги транснациональным корпорациям через гонконгский филиал Galaxy International Holdings; выручка 1,8 млрд юаней.

## Дочерние компании
Основные дочерние компании по состоянию на 2020 год:
- Galaxy Futures (Пекин, основана в 2006 году)
- Galaxy Capital (Пекин, основана в 2009 году)
- Galaxy International Holdings (Гонконг, основана в 2011 году)
- Galaxy Yuanhui (Шанхай, основана в 2015 году)
- Galaxy Jinhui (Шэньчжэнь, основана в 2014 году)